# Melinda Geiger
Melinda Anamaria Geiger (ur. 28 marca 1987 w Baia Mare), rumuńska piłkarka ręczna, reprezentantka kraju, grająca na pozycji prawej rozgrywającej. Obecnie występuje w drużynie C.S. Oltchim Râmnicu Vâlcea.
Brązowa medalistka mistrzostw Europy z 2010 r.

## Sukcesy

### reprezentacyjne
- brązowy medal mistrzostw Europy  (2010)

### klubowe
- mistrzostwo Rumunii  (2011)
- puchar Rumunii  (2011)